# Возрождение (Оренбургская область)
Возрождение — деревня в Соль-Илецком городском округе Оренбургской области на территории бывшего Григорьевского сельсовета.

## География
Расположена на расстоянии примерно 15 километров по прямой на восток-юго-восток от окружного центра города Соль-Илецк.

## Климат
Климат резко континентальный, характеризующийся холодной суровой зимой, жарким летом, быстрым переходом от зимы к лету, недостаточностью атмосферных осадков. Зимой территория находится под влиянием холодных материковых воздушных масс, а летом из полупустынь Казахстана приходит континентальный «горячий» воздух, в результате чего почти ежегодно наблюдаются засушливые и суховейные периоды. Среднегодовая температура воздуха (+5,0 °C). Среднемесячная температура воздуха самого холодного месяца: −13,0 °C (январь, февраль). Среднемесячная температура воздуха самого жаркого месяца: +22,6 °C (июль). Среднегодовое количество осадков составляет 339 мм. Основная сумма осадков выпадает в тёплый период года (апрель-октябрь) и составляет 168 мм. В холодный период (ноябрь-март) осадков выпадает 153 мм.

## История
Деревня основана была как хутор, скорее всего, в 1916—1917 году. В 1928-29 году в хуторе был организован колхоз «1-я пятилетка», который в 1933 году был переименован в колхоз «2-я пятилетка». Этот колхоз в 1957 году объединился с колхозами «Земледелец» и «Красная Звезда». Укрупнённый колхоз назвали колхозом «Путь к Коммунизму» (центр колхоза — село Григорьевка).

## Население
Постоянное население составляло 245 человек в 2002 году (русские 52 %), 210 в 2010 году.